# Suhînea, Bobrovîțea
Suhînea (în ucraineană Сухиня) este o comună în raionul Bobrovîțea, regiunea Cernihiv, Ucraina, formată numai din satul de reședință.

## Demografie
Componența lingvistică a comunei Suhînea
     Ucraineană (92,58%)
     Rusă (3,59%)
     Romani (3,11%)
     Alte limbi (0,72%)
Conform recensământului din 2001, majoritatea populației comunei Suhînea era vorbitoare de ucraineană (92,58%), existând în minoritate și vorbitori de rusă (3,59%) și romani (3,11%).